# Prosthechea
Prosthechea é um género botânico pertencente à família das orquídeas (Orchidaceae). O gênero Prosthechea foi proposto por Knowles & Westc., publicado em Floral Cabinet 2: 111-112, em 1838, quando descreveram a Prosthechea glauca, sua espécie tipo. O nome Prosthechea foi escolhido em referência aos apêndices presentes na coluna da espécie tipo.

## Distribuição
O gênero Prosthechea é composto por cerca de quinze a vinte espécies epífitas, raro rupícolas, de crescimento subcespitoso, do norte da América Latina, desde sul do México e Caribe até o norte da América do Sul crescimento cespitoso, que ocorrem em matas abertas e florestas úmidas ou sazonalmente secas. Uma espécie obscura registrada para o centro oeste do Brasil.

## Descrição

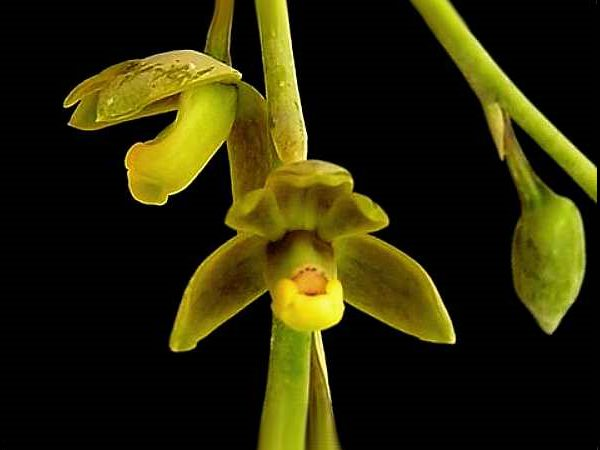
Prosthechea glauca
Origem de toda a confusão na classificação das espécies deste gênero.

Prosthechea, como vêm aqui, é um gênero composto por um grupo de espécies bem diversas, algumas obscuras ou mal esclarecidas, que, por sua morfologia única ou dificuldade em se encontrar material, não foram incluídas em qualquer dos gêneros dele segregados posteriormente à sua criação.
Apresentam morfologia bastante variável, rizoma curto ou alongado com pseudobulbos ligeiramente espaçados ou aglomerados, em regra fusiformes, mas também elípticos, cilíndricos ou ovais, levemente comprimidos lateralmente, com uma a três folhas, quando novos guarnecidos por brácteas não foliares, algumas vezes toda a planta com aparência de estar recoberta por poeira esbranquiçada. folhas herbáceas ou carnosas, de formatos variados. A inflorescência brota de espata terminal dos pseudobulbos, é longa, flexuosa ou ereta, paniculada ou racemosa, com uma, poucas ou muitas flores que ressupinam parcial ou totalmente e abrem simultâneas ou em rápida sequência permanecendo então todas abertas.
As flores, médias ou pequenas, por vezes são externamente muito tricomatosas, com sépalas de formatos variados, lanceoladas, eretas, apiculadas, côncavas ou levemente arcadas para trás; pétalas também variáveis de formatos, mas sempre mais estreitas que as sépalas; labelo m regra pequeno, variadamente trilobado, com calo basal que não se estende em venulações espessas pelo restante do disco. A coluna termina em três dentes que parcialmente recobrem a antera, o mediano bastante diferente dos laterais, muitas vezes denticulado ou ciliado.

## Histórico

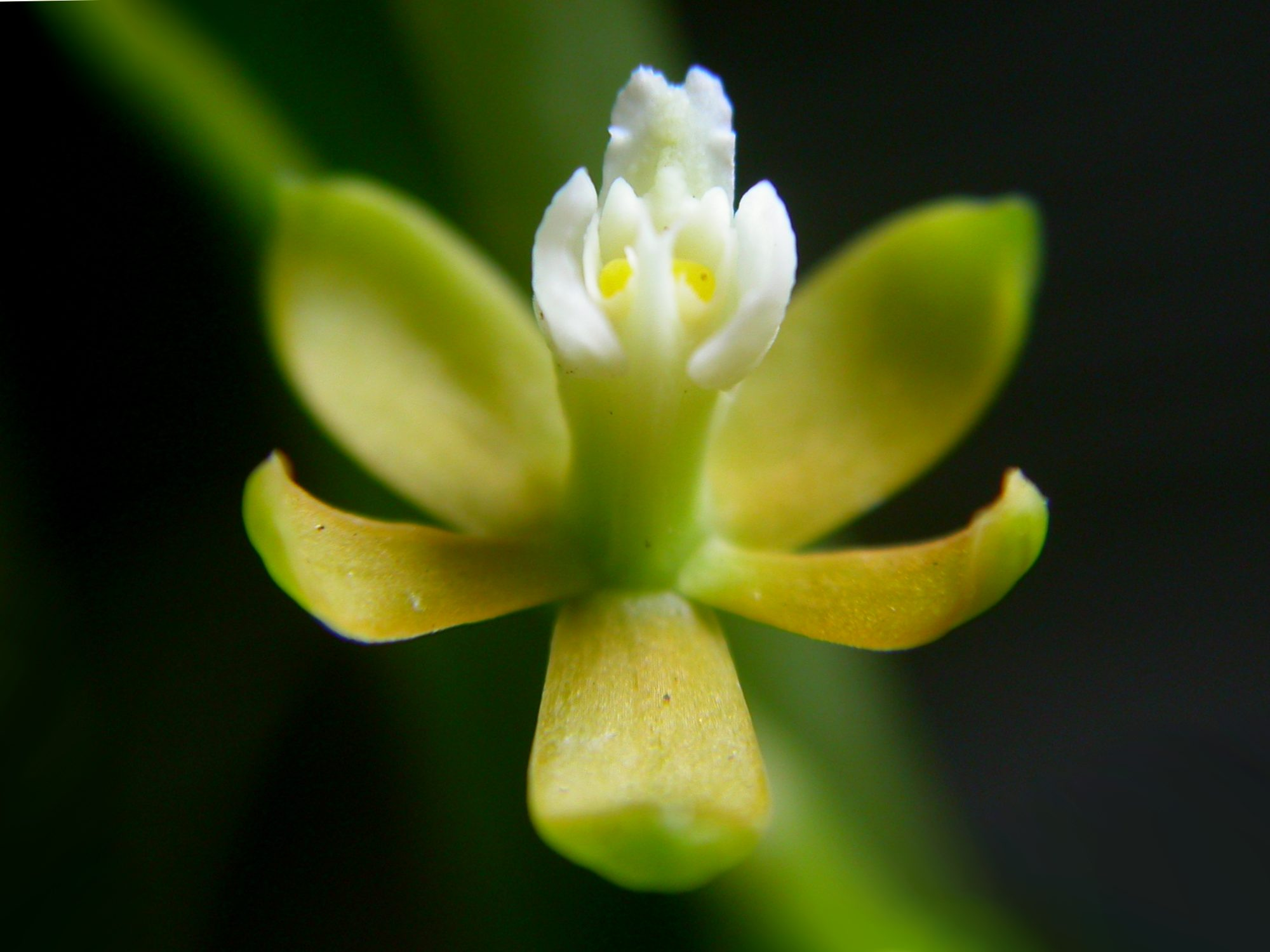
Prosthechea ochracea
Uma miniatura muito florífera raramente vista em cultivo no Brasil.

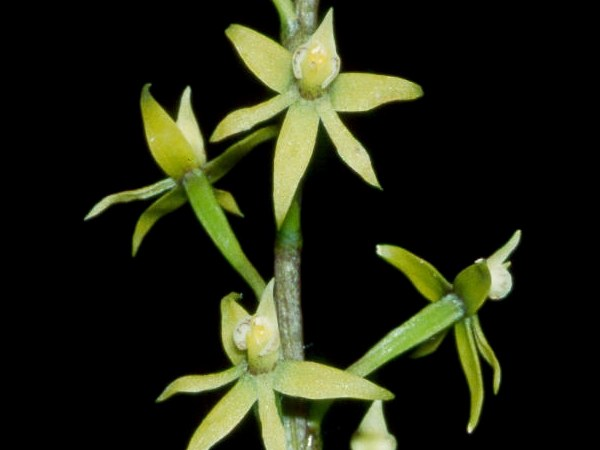
Prosthechea grammatoglossa
Espécie cujas flores são muito parecidas com as de Hormidium.

A história de Prosthechea é bastante interessante. Meses após proporem este gênero, julgando-o inválido por seu nome ser muito parecido com o nome de outro gênero já existente, Knowles & Westc., descreveram Epithecia, novo gênero para a mesma planta. Mais tarde, sem observar que já existia um Epidendrum glaucum, hoje subordinado ao gênero Dichaea, John Lindley subordinou a Prosthechea glauca ao gênero Epidendrum, transformando-a em um homônimo inválido. Schlechter então tomando uma espécie pela outra, por engano restabeleceu o gênero Epithecia para um dos grupos de Dichaea, o qual em realidade nada tinha em comum com este gênero.
Devido a estas confusões iniciais, O gênero Prosthechea permaneceu na obscuridade até 1998, quando Wesley Higgins, baseando-se em estudos de filogenia, publicou sua revisão sobre um grupo controverso grupo de espécies na ocasião subordinadas a Encyclia. Por diversas vezes tentara-se anteriormente a separação de grupos destas espécies em outros gêneros no entanto nenhuma das propostas logrou ser definitiva.
Apenas para ilustrar brevemente a confusão existente, citamos algumas das principais tentativas de classificação desses grupos: Em 1960 Brieger separou um grupo de espécies subordinando-o ao gênero Hormidium. Em 1961 Dressler subordinou Hormidium ao gênero Encyclia. Em 1981 Pabst, Pinto e Moutinho subordinaram novamente algumas dessas espécies ao gênero Anacheilium outras a Hormidium. Em 1993 Dressler transferiu-as novamente para Encyclia. Em 1998 Higgins separou-as uma vez mais e então passaram a ser classificadas como Prosthechea. Duas novas alterações foram propostas depois disso, em 2002 e 2004 como veremos adiante.
A distância entre as espécies de Prosthechea e de Encyclia foi comprovada por Higgins no resultado de suas análises moleculares e mais tarde confirmada por Cássio van den Berg em pesquisa adicional. A separação filogenética e morfológica de Encyclia é indiscutível. No entanto as espécies subordinadas por Higgins ao gênero Prosthechea, a despeito de formaram um grupo monofilético, ainda resultaram bastante heterogêneas. Segundo o conceito de Higgins, Prosthechea subordina mais de cento e vinte espécies compreendidas entre os [clado]s de Epidendrum, incluídos alguns outros pequenos gêneros aliados a este e de Encyclia.
Em 2002, quatro anos após a publicação da tese de Higgins, Chiron & Castro dividiram 'Prosthechea em gêneros menores, sem entretanto restabelecerem Anacheilium ou Hormidium, mas criando o gênero Pseudencyclia. Em 2004 Withner & Harding dividiram novamente o gênero restabelecendo Anacheilium, Hormidium e outros propuseram novos gêneros.
A aceitação ou não dos diversos gêneros criados a partir de Prosthechea  ainda se encontra sujeita a grande controvérsia. Sua aceitação é apenas uma questão subjetiva implicando em que uns concordam que, por razões morfológicas, o gênero Prosthechea deve ser dividido, outros consideram esta divisão desnecessária.
Filogenistas alegam que ao aceitar a divisão em gêneros menores e mais homogêneos arriscamo-nos a incorrer em enganos uma vez que presentemente o relacionamento entre espécies ou pequenos grupos de espécies com pouca variação genética ainda não pode ser comprovado com segurança pela pesquisa genética. Algumas vezes espécies aparecem em posicionamentos diferentes no clado conforme a sequência testada. Neste sentido a proposta de Higgins privilegia a estabilidade em detrimento da morfologia, ou seja, mesmo quando no futuro o posicionamento exato puder ser comprovado, não será necessário alterar novamente o gênero dessas espécies.
No caso das três propostas de classificação recentes para estas espécies, os gêneros resultantes são sempre monofiléticos, isto é atendem aos critérios considerados necessários para serem válidos em termos de filogenia, por vezes notadas pequenas discrepâncias na localização de alguns grupos de espécies ao comparar os cladogramas de Higgins e de Castro & Chiron, devido a variações resultantes da metodologia adotada no sequenciamento dos genes.
De modo geral aqui seguimos a divisão de Withner & Harding, ressalvando entretanto que um dos gêneros por eles criados é supérfluo pois, poucos meses antes, Chiron & Castro publicaram seu trabalho e neste momento a publicação de Withner & Harding já havia sido enviada para publicação não sendo possível mais alterá-la.

## Outros gêneros e espécies classificados emProsthechea

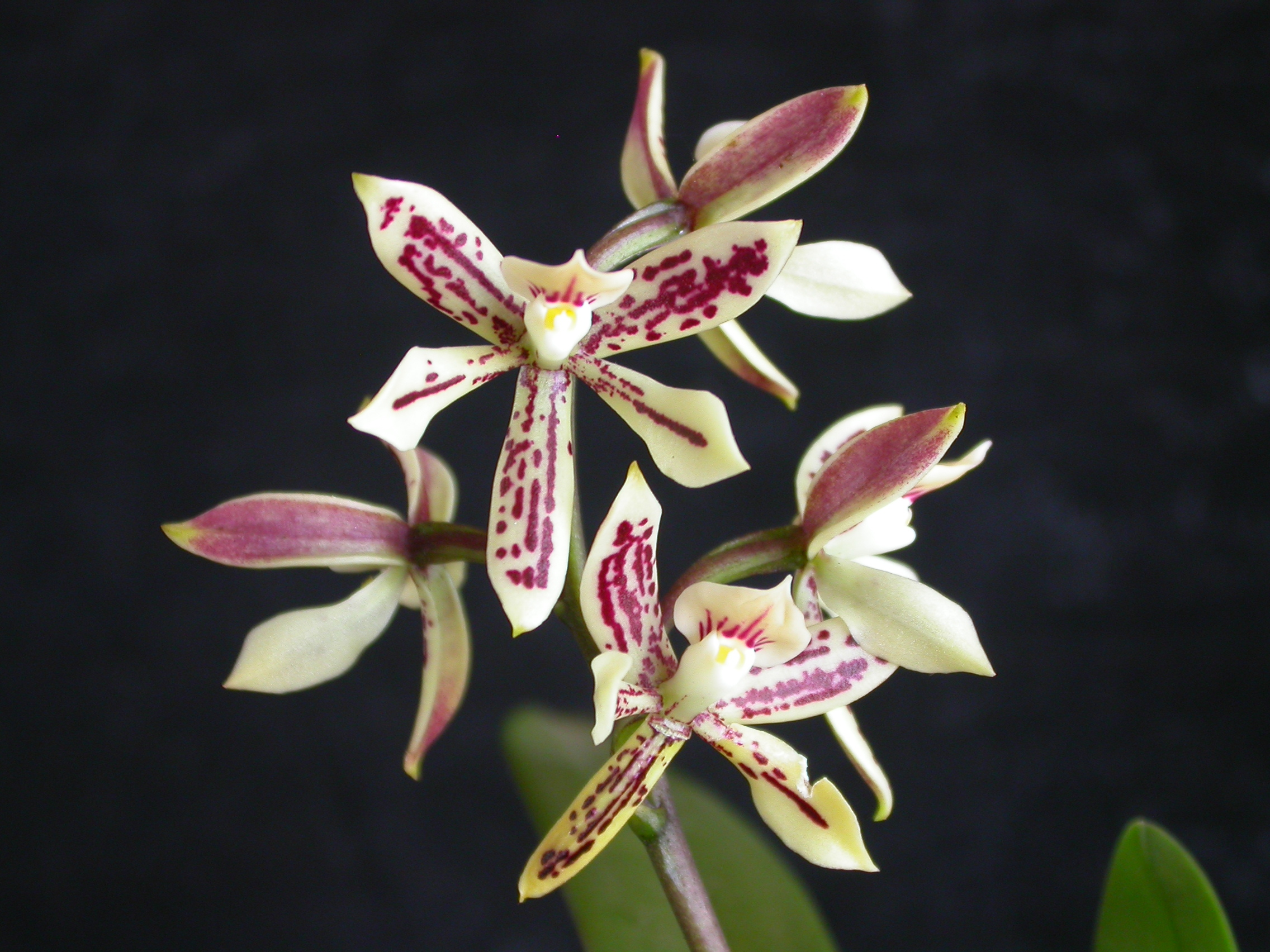
Anacheilium bueraremense
Espécie descoberta há poucos anos no estado da Bahia, Brasil.

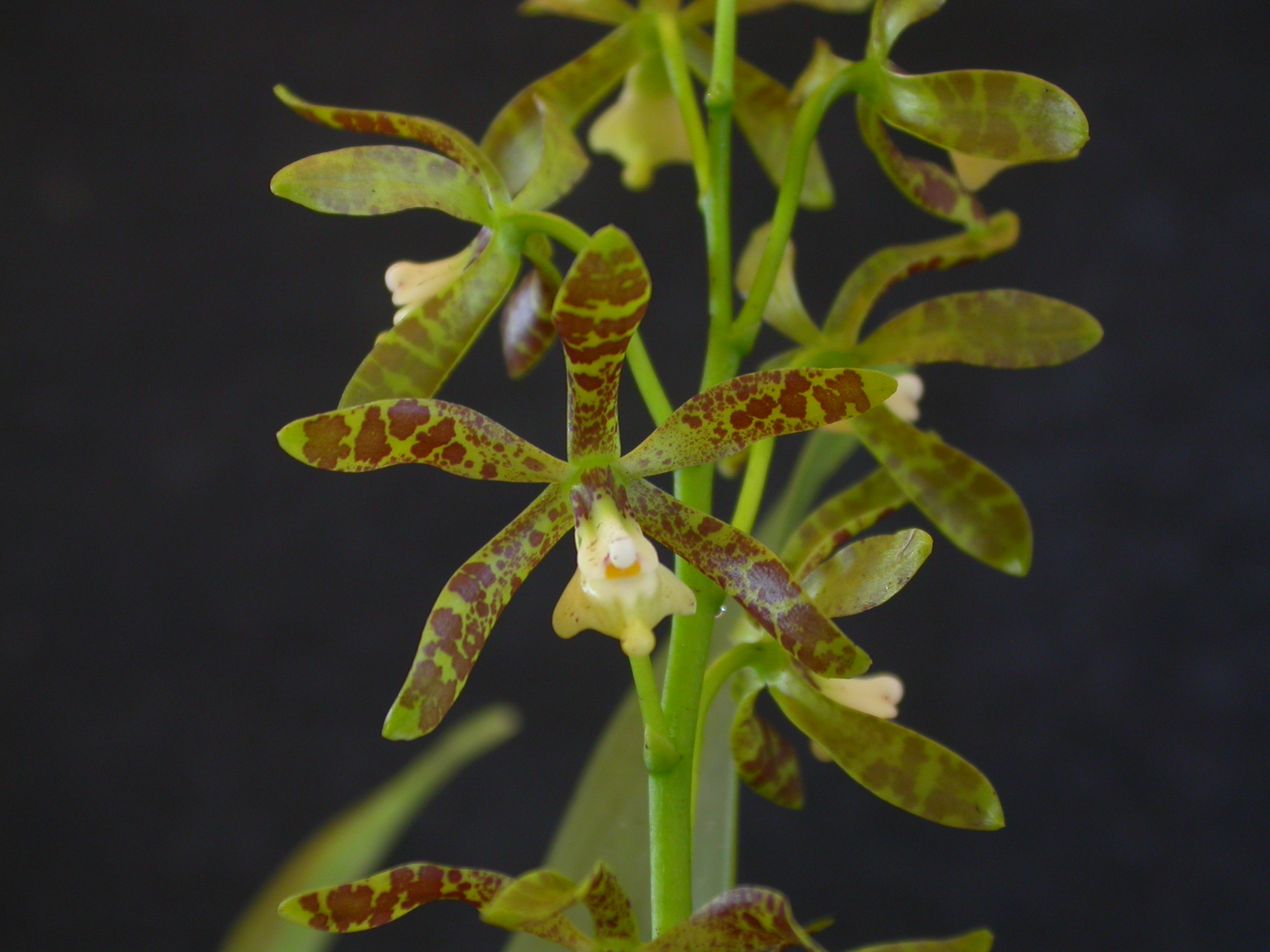
Pseudencyclia magnispatha
Chiron e Castro classificam esta espécie no gênero Pseudencyclia.

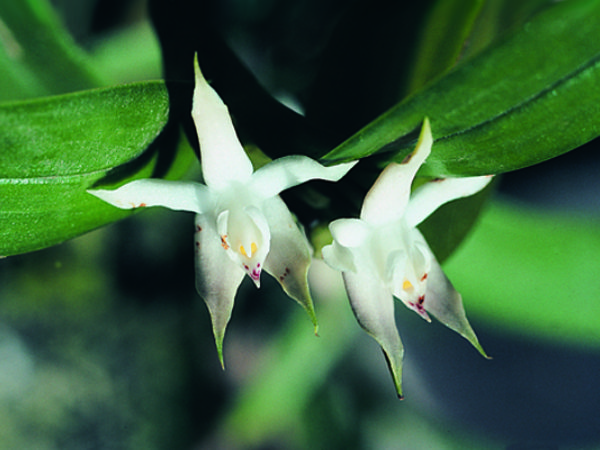
Hormidium pseudopygmaeum
Hormidium é um dos gêneros mais controversos.

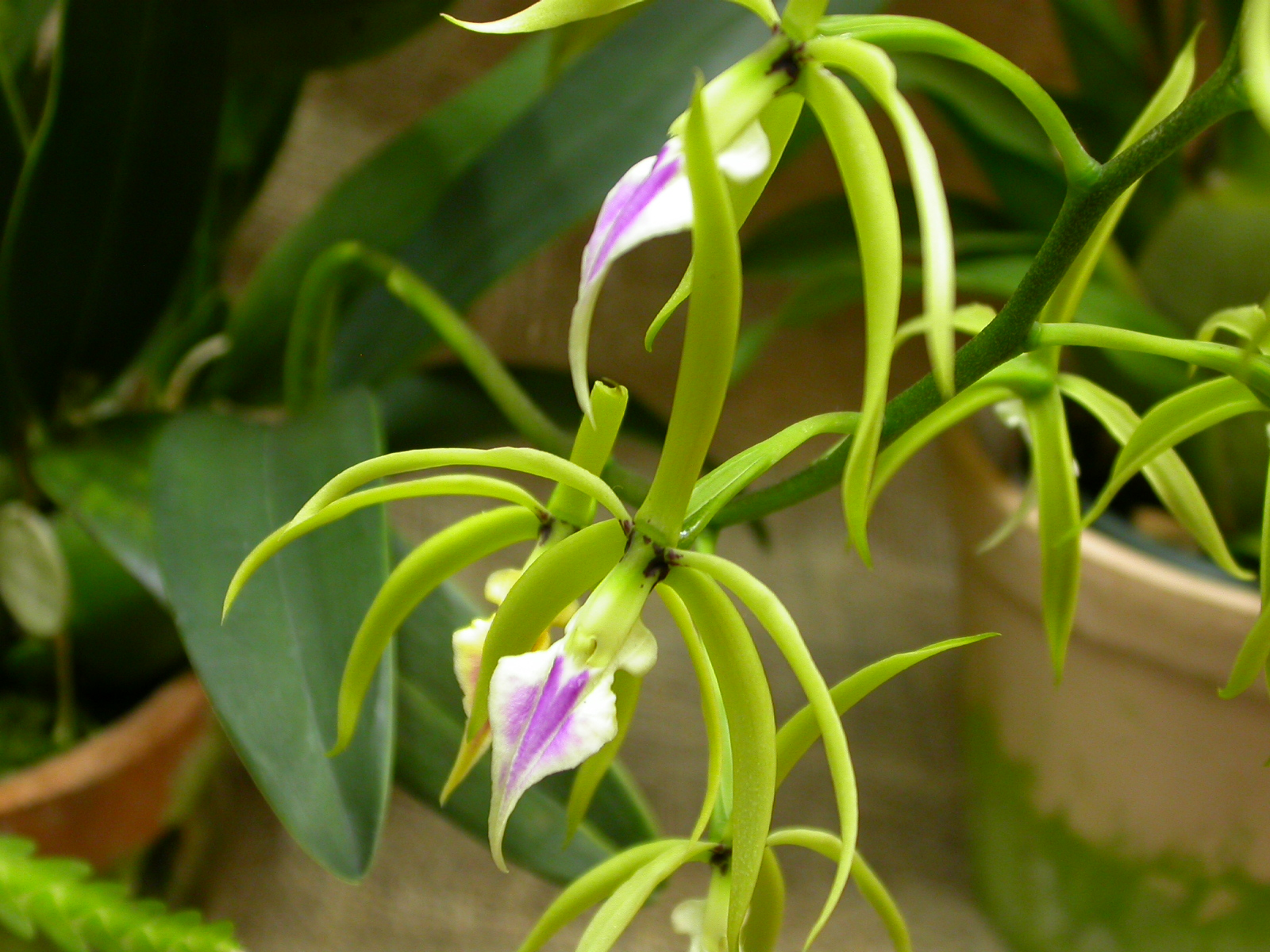
Panarica ionocentra
O nome deste gênero vem de Panamá a Costa Rica, países de onde estas espécies se originaram.

A seguir detalhamos o relacionamento entre os diversos grupos de Prosthechea sensu Higgins, e os gêneros em que se encontram divididas neste trabalho, já aqui tratados como gêneros à parte.
Euchile: gênero proposto por Withner em 1998, composto por duas espécies estrangeiras, Euchile citrina e Euchile mariae, com flores bastante grandes e vistosas, cultivadas no Brasil porém raras.
Oestlundia: gênero proposto por Higgins em 2001, composto por quatro pequenas espécies mexicanas algumas distribuídas até o Peru, de pseudobulbos quase esféricos, com até três folhas gramíneas, e flores comparativamente grandes, tombadas, que não se abrem muito, com labelo de lobo mediano arredondado alongado, repleto da lamelas verrucosas e lobos laterais alongados abraçando a coluna com a qual o labelo é semi concrescido. Trata-se de gênero de transição entre Prosthechea e Encyclia, que corresponde à antiga seção Leptophyllum de Encyclia. As espécies são Oestlundia cyanocolumna, Oestlundia distantiflora, Oestlundia luteorosea, e Oestlundia tenuissima.
Microepidendrum: gênero originalmente inválido pois Brieger descreveu sem diagnose latina, mas que foi recentemente validado por Higgins para uma espécie miniatura, o Microepidendrum subulatifolium, antes classificado como Encyclia ou às vezes Epidendrum. É epífita, normalmente em florestas secas de montanhas altas no México. Apresenta inflorescência terminal pendente com poucas e espaçadas flores minúsculas cujas pétalas e sépalas vagamente lembram as de Hormidium pygmaeum, porém flores com o dobro do tamanho e de labelo muito diferente, inteiro, branco, com amplo calo na base, sob a coluna que é livre, e diversas calosidades verrucosas amareladas no disco, este de margens onduladas e algo reflexo. Parece situar-se entre os gêneros Dimerandra e Isochilus.
Panarica: gênero proposto por Withner & Harding em 2004 para subordinar seis ou sete espécies da América Central, cujas flores ressupinam e apresentam diferenças estruturais no labelo e coluna, algumas muito conhecidas e comumente encontradas em cultivo, dentre elas a Panarica brassavolae e a Panarica prismatocarpa, esta a espécie tipo.
Pseudencyclia: gênero proposto por Chiron & Castro em 2002, cuja espécie tipo é a Pseudencyclia michuacana originalmente descrita como Epidendrum por La Llasa e Lexarza. Este gênero foi superfluamente tratado como Pollardia por Withner & Harding. Chiron e Castro subordinaram vinte quatro espécies a este grupo, no entanto seguimos preferimos dele excluir as espécies já citadas acima. Sobram portanto cerca de dezesseis espécies, em regra pequenas, de crescimento cespitoso, provenientes de áreas menos úmidas da América Central e norte da América Latina, onde há estações climáticas bem marcadas, assim de cultivo mais exigente. Nenhuma deles encontrada no Brasil até o presente. São plantas que se diferenciam de Anacheilium por apresentarem flores ressupinadas, e de Prosthechea por apresentarem na extremidade da coluna três dentes subiguais parcialmente recobrindo a antera e labelos em regra mais complicados variadamente trilobados e calosos.
Prosthechea: Chiron & Castro consideram todos os grupos adiante, exceto Euchile, como integrantes deste gênero, por eles dividido em três subgêneros. Aqui preferimos restringir mais, considerando apenas a grupo que corresponde ao seu subgênero Prosthechea. Caracterizam-se por diferenças na estrutura floral, dentre elas unguiculo mais alongado, labelo trilobado com lobo mediano maior que os laterais, flores sempre algo ressupinadas, e ou por apresentaram inflorescências mais longas que as folhas. Sua descrição encontra-se detalhada acima.
Hormidium: gênero criado por John Lindley em 1841, que Chiron & Castro consideram um subgênero de Prosthechea. Analisamos dois cladogramas diferentes um reproduzido em The Debatable Epidendrums, de Harding & Withner, fornecido por Higgins, e por ele utilizado para restabelecer o gênero Prosthechea, e outro de Chiron & Castro, publicado em Richardiana 4:1. Segundo esses cladogramas o posicionamento das quatro espécies afins do Hormidium pygmaeum é bastante diferente, no caso de Chiron & Castro, inseridas entre dois grupos de Anacheilium, e no de Higgins e Van den Berg, isolado entre outros grupos, porém assim inserido dentro de Anacheilium. Esta diferença apenas ilustra que a metodologia utilizada para estabelecer gêneros apenas baseando-se em resultados filogenéticos deve ser encarada com cuidado. Comprovada essa inserção, e desde que as regras de nomenclatura assim permitam, eventualmente será subordinado a Anacheilium, caso contrário o gênero Anacheilium teria de ser dividido em dois gênero distintos. Já que neste momento não temos como avaliar a correta situação de Hormidium, preferimos provisoriamente manter este gênero em separado onde trazemos sua descrição.
Anacheilium: gênero criado por Hoffmannsegg, restabelecido por Pabst, excluido por Dressler a aceito novamente por Withner & Harding, e tratado por Chiron & Castro como dois subgêneros de Prosthechea. A flores de Anacheilium não ressupinam, têm a base do labelo parcialmente fundida à coluna e a inflorescência nasce de pequena espata, assim é fácil diferenciá-las de Encyclia. Nunca apresentam inflorescência mais longa que as folhas nem paniculada, suas flores raramente apresentam labelo trilobado, e sua coluna termina em três pequenos dentes que parcialmente recobrem a antera, estes dentes são sempre de tamanhos parecidos, assim podem ser diferenciadas das espécies de Prosthechea que nunca apresentam todas estas características ao mesmo tempo. Sua discussão detalhada encontra-se sob o gênero correspondente.

## Espécies de morfologia discrepante

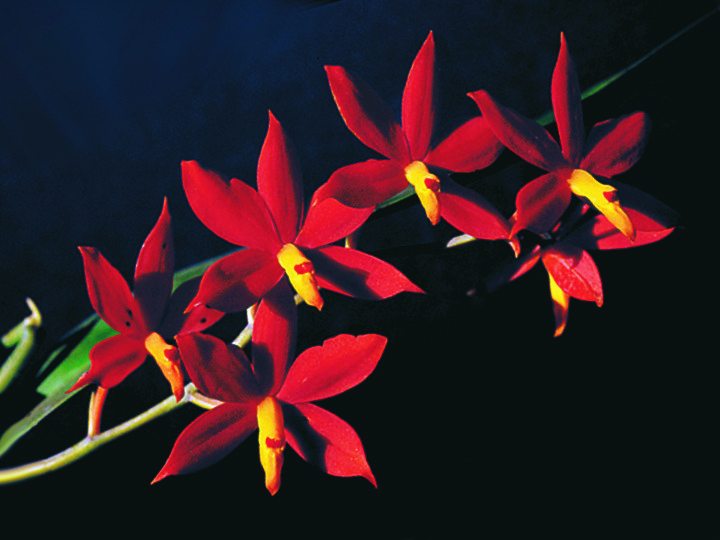
Pseudencyclia vitellina
Espécie de morfologia muito diferente de todas as outras.

Apesar de bastante reduzido ainda assim Prosthechea agrupa espécies heterogêneas que poderão ser transferidas para outros gêneros no futuro. A rara espécie tipo deste gênero apresenta, segundo algumas ilustrações,  inflorescência paniculada e pendente, em muito diferente de todas as outras espécies. Essa espécie é recoberta por uma espécie de pó esbranquiçado de onde vem o nome de Prosthechea glauca.
A Prosthechea apuahuensis, espécie  do Brasil, também é extremamente diferente de todas as outras espécies classificadas neste gênero, pois além de ser minúscula, de crescimento cespitoso e ter folhas carnosas, por inflorescência apresenta em regra somente uma flor, gigantesca quando comparada ao tamanho da planta, porém de consistência bastante delicada e formas acuminadas. Acreditamos que esta espécie deva pertencer a outro gênero. Possivelmente é uma espécie de transição entre Prosthechea e Pinelia, ou Homalopetalum com os quais muito se parece. A despeito de aqui apresentar o labelo inteiramente soldado à coluna, talvez estivesse melhor se subordinada a algum daqueles gêneros. Pinelia tem o labelo de bordas parcialmente soldadas à coluna e Homalopetalum, totalmente livre.
A Prosthechea guttata têm sépalas muito tricomatosas externamente.

## Espécies

### Espécies classificadas comoProsthechea
1. Prosthechea apuahuensis (Mansf.) M.E.Berg, Lindleyana 16: 143 (2001).
2. Prosthechea arminii (Rchb.f.) Withner & P.A.Harding, Cattleyas & Relatives: Debatable Epidendrums: 254 (2004).
3. Prosthechea barbozae Pupulin, Selbyana 25: 20 (2004).
4. Prosthechea bicamerata (Rchb.f.) W.E.Higgins, Phytologia 82: 376 (1997 publ. 1998).
5. Prosthechea brachiata (A.Rich. & Galeotti) W.E.Higgins, Phytologia 82: 376 (1997 publ. 1998).
6. Prosthechea christyana (Rchb.f.) Garay & Withner, Orchid Digest 65: 80 (2001).
7. Prosthechea fortunae (Dressler) W.E.Higgins, Phytologia 82: 377 (1997 publ. 1998).
8. Prosthechea glauca Knowles & Westc., Fl. Cab. 2: 111 (1838).
9. Prosthechea guttata (Schltr.) Christenson, Richardiana 3: 116 (2003).
10. Prosthechea latro (Rchb.f. ex Cogn.) V.P.Castro & Chiron, Richardiana 4: 38 (2003).
11. Prosthechea leopardina (Rchb.f.) Dodson & Hágsater, Monogr. Syst. Bot. Missouri Bot. Gard. 75: 956 (1999).
12. Prosthechea megahybos (Schltr.) Dodson & Hágsater, Monogr. Syst. Bot. Missouri Bot. Gard. 75: 956 (1999).
13. Prosthechea ochracea (Lindl.) W.E.Higgins, Phytologia 82: 379 (1997 publ. 1998).
14. Prosthechea ortizii (Dressler) W.E.Higgins, Phytologia 82: 379 (1997 publ. 1998).
15. Prosthechea panthera (Rchb.f.) W.E.Higgins, Phytologia 82: 279 (1997 publ. 1998).
16. Prosthechea pulcherrima (Klotzsch) W.E.Higgins, Phytologia 82: 380 (1997 publ. 1998).
17. Prosthechea pulchra Dodson & W.E.Higgins, Selbyana 22: 128 (2001).
18. Prosthechea rhombilabia (S.Rosillo) W.E.Higgins, Phytologia 82: 380 (1997 publ. 1998)
19. Prosthechea serrulata (Sw.) W.E.Higgins, Phytologia 82: 380 (1997 publ. 1998).

### Espécies classificadas comoHormidium
1. Hormidium pseudopygmaeum Finet, Bull. Herb. Boissier 7: 121 (1899).
2. Hormidium pygmaeum (Hook.) Benth. & Hook.f. ex Hemsl., Biol. Cent.-Amer., Bot. 3: 218 (1884).
3. Hormidium racemiferum (Dressler) Withner & P.A.Harding, Cattleyas & Relatives: Debatable Epidendrums: 157 (2004).
4. Hormidium rhynchophorum (A.Rich. & Galeotti) Withner & P.A.Harding, Cattleyas & Relatives: Debatable Epidendrums: 158 (2004).

### Espécies classificadas comoPanarica
1. Panarica brassavolae (Rchb.f.) Withner & P.A.Harding, Cattleyas & Relatives: Debatable Epidendrums: 208 (2004).
2. Panarica ionocentra(Rchb.f.) Withner & P.A.Harding, Cattleyas & Relatives: Debatable Epidendrums: 211 (2004).
3. Panarica mulasii (Soto Arenas & L.Cerv.) Withner & P.A.Harding, Cattleyas & Relatives: Debatable Epidendrums: 212 (2004).
4. Panarica neglecta (Pupulin) Withner & P.A.Harding, Cattleyas & Relatives: Debatable Epidendrums: 212 (2004).
5. Panarica prismatocarpa (Rchb.f.) Withner & P.A.Harding, Cattleyas & Relatives: Debatable Epidendrums: 213 (2004).
6. Panarica tardiflora (Mora-Ret. ex Pupulin) Withner & P.A.Harding, Cattleyas & Relatives: Debatable Epidendrums: 214 (2004).

### Espécies classificadas comoPseudencyclia

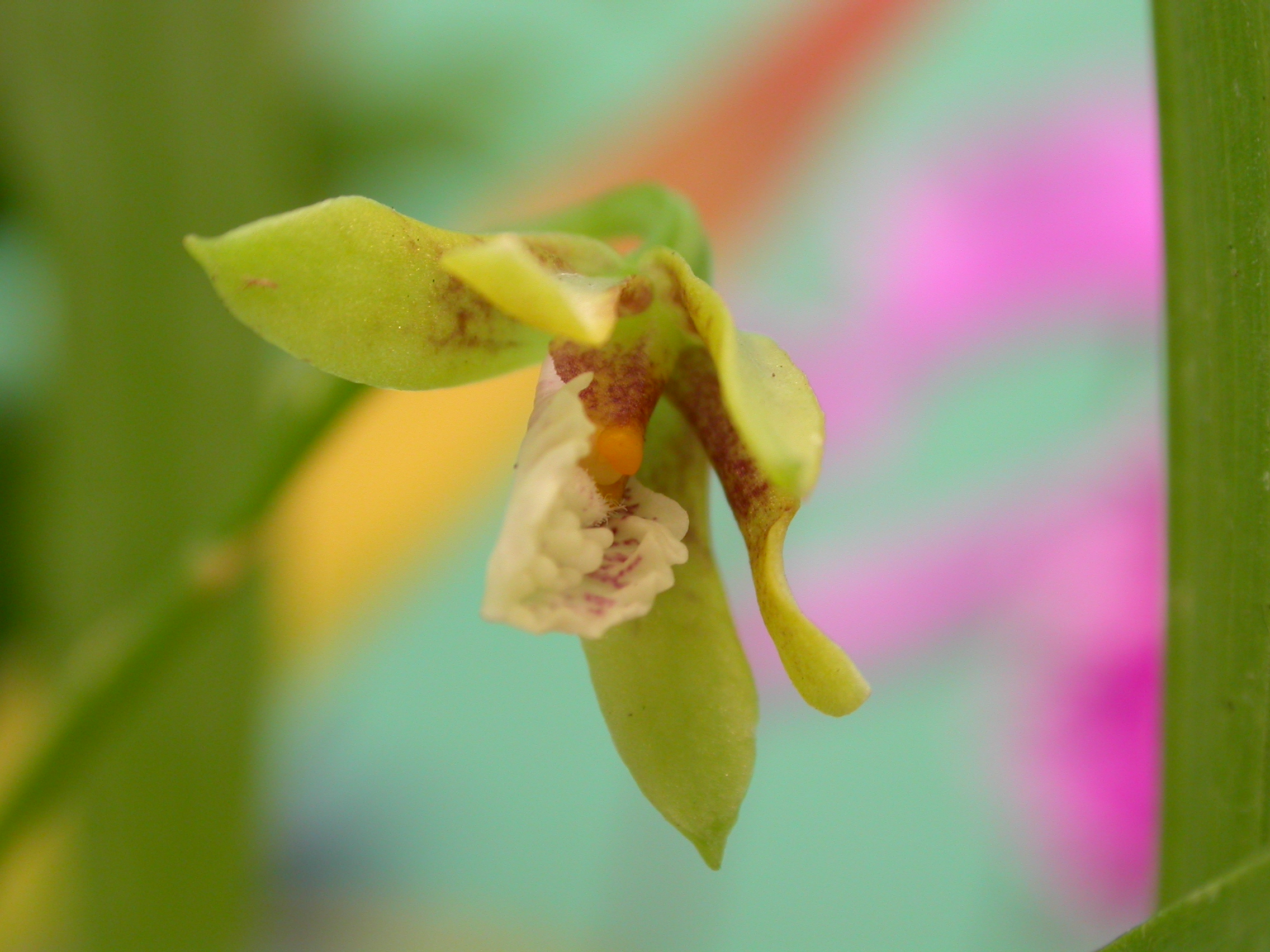
Pseudencyclia livida
Espécie de flores pequenas e pouco vistosas.

1. Pseudencyclia boothiana (Lindl.) V.P.Castro & Chiron, Richardiana 4: 32 (2003).
2. Pseudencyclia campylostalix (Rchb.f.) V.P.Castro & Chiron, Richardiana 4: 32 (2003).
3. Pseudencyclia concolor (Lex.) V.P.Castro & Chiron, Richardiana 4: 32 (2003).
4. Pseudencyclia cretacea (Dressler & G.E.Pollard) V.P.Castro & Chiron, Richardiana 4: 32 (2003).
5. Pseudencyclia ghiesbreghtiana (A.Rich. & Galeotti) V.P.Castro & Chiron, Richardiana 4: 32 (2003).
6. Pseudencyclia hastata (Lindl.) V.P.Castro & Chiron, Richardiana 4: 32 (2003).
7. Pseudencyclia linkiana (Klotzsch) V.P.Castro & Chiron, Richardiana 4: 32 (2003).
8. Pseudencyclia livida (Lindl.) V.P.Castro & Chiron, Richardiana 4: 33 (2003).
9. Pseudencyclia magnispatha (Ames, F.T.Hubb. & C.Schweinf.) V.P.Castro & Chiron, Richardiana 4: 33 (2003).
10. Pseudencyclia michuacana (Lex.) V.P.Castro & Chiron, Richardiana 4: 33 (2003).
11. Pseudencyclia pringlei (Rolfe) V.P.Castro & Chiron, Richardiana 4: 33 (2003).
12. Pseudencyclia pterocarpa (Lindl.) V.P.Castro & Chiron, Richardiana 4: 33 (2003).
13. Pseudencyclia punctulata (Rchb.f.) V.P.Castro & Chiron, Richardiana 4: 33 (2003).
14. Pseudencyclia semiaperta (Hágsater) V.P.Castro & Chiron, Richardiana 4: 33 (2003).
15. Pseudencyclia tripunctata (Lindl.) V.P.Castro & Chiron, Richardiana 4: 33 (2003).
16. Pseudencyclia varicosa (Bateman ex Lindl.) V.P.Castro & Chiron, Richardiana 4: 33 (2003).
17. Pseudencyclia venosa (Lindl.) V.P.Castro & Chiron, Richardiana 4: 33 (2003).
18. Pseudencyclia vitellina (Lindl.) V.P.Castro & Chiron, Richardiana 4: 33 (2003).

### Espécies classificadas comoAnacheilium

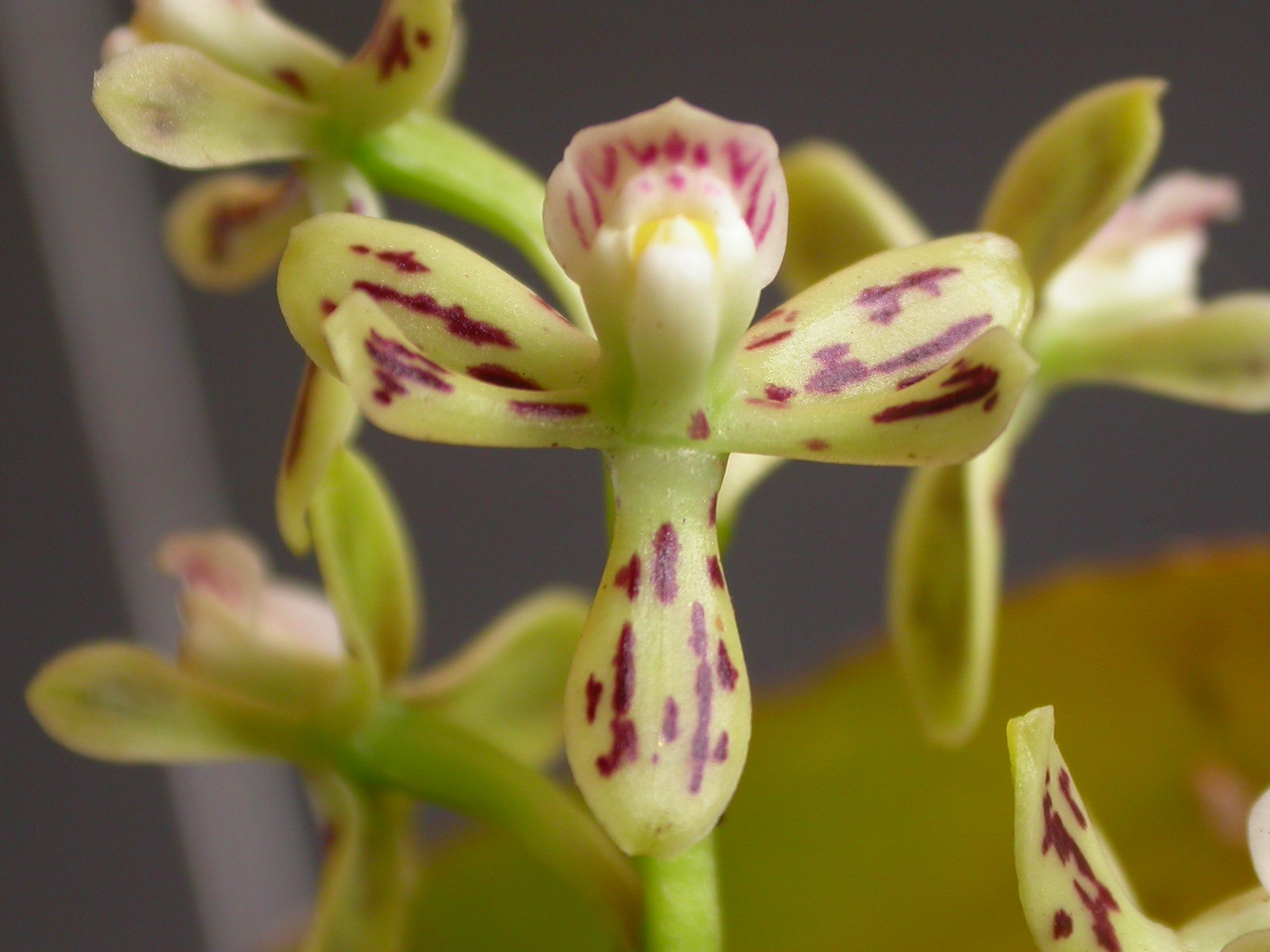
Anacheilium marcilianum
Espécie descrita em 2007.

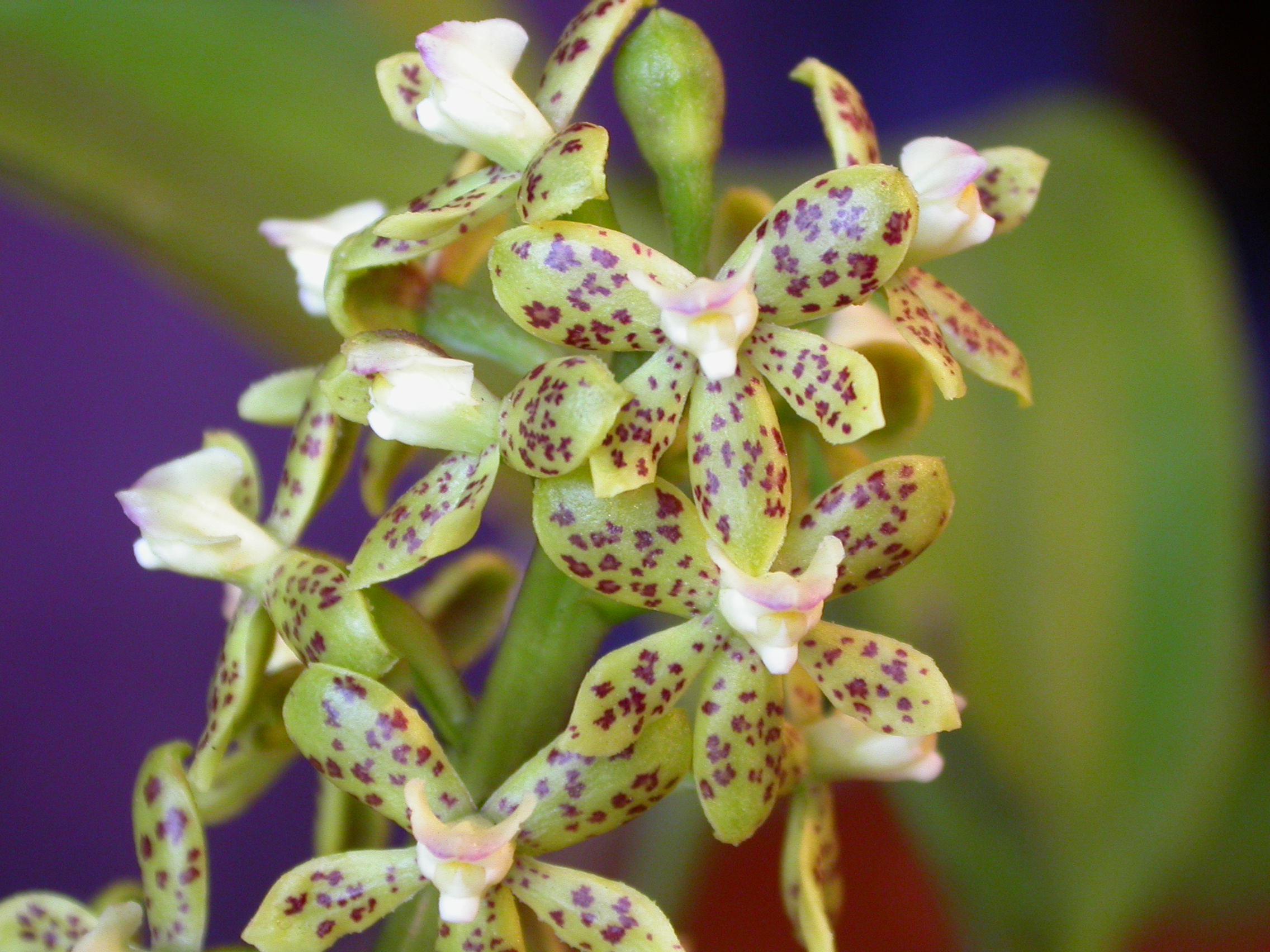
Anacheilium bohnkianum
Espécie descrita em 2005.

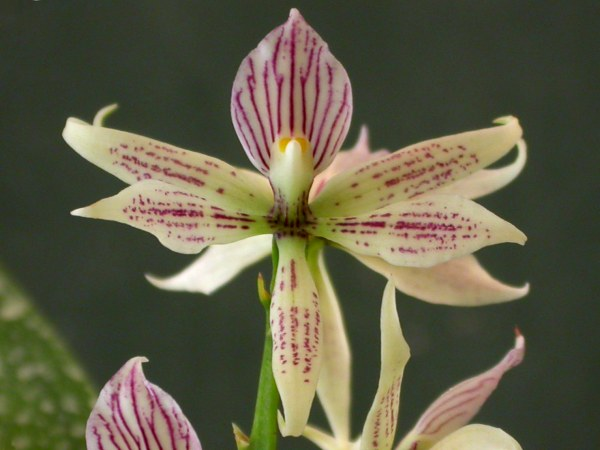
Anacheilium terassanianum
Espécie descrita em 2008.

1. Anacheilium abbreviatum (Schltr.) Withner & P.A.Harding, Cattleyas & Relatives: Debatable Epidendrums: 40 (2004).
2. Anacheilium aemulum (Lindl.) Withner & P.A.Harding, Cattleyas & Relatives: Debatable Epidendrums: 42 (2004).
3. Anacheilium alagoense (Pabst) Pabst, Moutinho & A.V.Pinto, Bradea 3: 182 (1981).
4. Anacheilium allemanii (Barb.Rodr.) Pabst, Moutinho & A.V.Pinto, Bradea 3: 182 (1981).
5. Anacheilium allemanoides (Hoehne) Pabst, Moutinho & A.V.Pinto, Bradea 3: 182 (1981).
6. Anacheilium aloisii (Schltr.) Withner & P.A.Harding, Cattleyas & Relatives: Debatable Epidendrums: 49 (2004).
7. Anacheilium baculus (Rchb.f.) Withner & P.A.Harding, Cattleyas & Relatives: Debatable Epidendrums: 49 (2004).
8. Anacheilium bennettii (Christenson) Withner & P.A.Harding, Cattleyas & Relatives: Debatable Epidendrums: 51 (2004).
9. Anacheilium bohnkianum (V.P.Castro & G.F.Carr) Marçal, Bol. CAOB 58: 49 (2005).
10. Anacheilium borsianum Campacci, Bol. CAOB 56: 124 (2004).
11. Anacheilium brachychilum (Lindl.) Withner & P.A.Harding, Cattleyas & Relatives: Debatable Epidendrums: 52 (2004).
12. Anacheilium bueraremense Campacci, Bol. CAOB 54: 56 (2004).
13. Anacheilium bulbosum (Vell.) Withner & P.A.Harding, Cattleyas & Relatives: Debatable Epidendrums: 54 (2004).
14. Anacheilium caetense (Bicalho) Pabst, Moutinho & A.V.Pinto, Bradea 3: 183 (1981).
15. Anacheilium calamarium (Lindl.) Pabst, Moutinho & A.V.Pinto, Bradea 3: 183 (1981).
16. Anacheilium carrii (V.P.Castro & Campacci) Withner & P.A.Harding, Cattleyas & Relatives: Debatable Epidendrums: 61 (2004).
17. Anacheilium chacaoense (Rchb.f.) Withner & P.A.Harding, Cattleyas & Relatives: Debatable Epidendrums: 63 (2004).
18. Anacheilium chimborazoense (Schltr.) Withner & P.A.Harding, Cattleyas & Relatives: Debatable Epidendrums: 65 (2004).
19. Anacheilium chondylobulbon (A.Rich. & Galeotti) Withner & P.A.Harding, Cattleyas & Relatives: Debatable Epidendrums: 67 (2004).
20. Anacheilium christensonii Harding, Bol. CAOB 61: 26 (2006).
21. Anacheilium cochleatum (L.) Hoffmanns., Linnaea 16(Litt.): 229 (1842).
22. Anacheilium confusum (Rolfe) Withner & P.A.Harding, Cattleyas & Relatives: Debatable Epidendrums: 72 (2004).
23. Anacheilium crassilabium (Poepp. & Endl.) Withner, P.A.Harding & Campacci, Cattleyas & Relatives: Debatable Epidendrums: 74 (2004).
24. Anacheilium faresianum (Bicalho) Pabst, Moutinho & A.V.Pinto, Bradea 3: 183 (1981).
25. Anacheilium farfanii (Christenson) Withner & P.A.Harding, Cattleyas & Relatives: Debatable Epidendrums: 78 (2004).
26. Anacheilium faustum (Rchb.f. ex Cogn.) Pabst, Moutinho & A.V.Pinto, Bradea 3: 183 (1981).
27. Anacheilium fragrans (Sw.) Acuña, Bol. Estaçión Exp. Agron. Santiago de las Vegas 60: 86 (1939).
28. Anacheilium fuscum (Schltr.) Withner & P.A.Harding, Cattleyas & Relatives: Debatable Epidendrums: 83 (2004).
29. Anacheilium garcianum (Garay & Dunst.) Withner & P.A.Harding, Cattleyas & Relatives: Debatable Epidendrums: 84 (2004).
30. Anacheilium gilbertoi (Garay) Withner & P.A.Harding, Cattleyas & Relatives: Debatable Epidendrums: 86 (2004).
31. Anacheilium glumaceum (Lindl.) Pabst, Moutinho & A.V.Pinto, Bradea 3: 183 (1981).
32. Anacheilium grammatoglossum (Rchb.f.) Pabst, Moutinho & A.V.Pinto, Bradea 3: 183 (1981).
33. Anacheilium hajekii (D.E.Benn. & Christenson) Withner & P.A.Harding, Cattleyas & Relatives: Debatable Epidendrums: 89 (2004).
34. Anacheilium hartwegii (Lindl.) Pabst, Moutinho & A.V.Pinto, Bradea 3: 183 (1981).
35. Anacheilium ionophlebium (Rchb.f.) Withner & P.A.Harding, Cattleyas & Relatives: Debatable Epidendrums: 93 (2004).
36. Anacheilium jauanum (Carnevali & I.Ramírez) Withner & P.A.Harding, Cattleyas & Relatives: Debatable Epidendrums: 96 (2004).
37. Anacheilium joaquingarcianum (Pupulin) Withner & P.A.Harding, Cattleyas & Relatives: Debatable Epidendrums: 98 (2004).
38. Anacheilium lambda (Linden ex Rchb.f.) Withner & P.A.Harding, Cattleyas & Relatives: Debatable Epidendrums: 99 (2004).
39. Anacheilium lindenii (Lindl.) Hágsater in R.Escobar (ed.), Native Colombian Orchids 1: 28 (1990).
40. Anacheilium marcilianum Campacci, Colet. Orquídeas Brasil. 5: 130 (2007).
41. Anacheilium mejia Withner & P.A.Harding, Cattleyas & Relatives: Debatable Epidendrums: 101 (2004).
42. Anacheilium moojenii (Pabst) Pabst, Moutinho & A.V.Pinto, Bradea 3: 184 (1981).
43. Anacheilium neurosum (Ames) Withner & P.A.Harding, Cattleyas & Relatives: Debatable Epidendrums: 105 (2004).
44. Anacheilium pamplonense (Rchb.f.) Withner & P.A.Harding, Cattleyas & Relatives: Debatable Epidendrums: 106 (2004).
45. Anacheilium papilio (Vell.) Pabst, Moutinho & A.V.Pinto, Bradea 3: 184 (1981).
46. Anacheilium punctiferum (Rchb.f.) F.Barros, Hoehnea 10: 85 (1983 publ. 1984).
47. Anacheilium radiatum (Lindl.) Pabst, Moutinho & A.V.Pinto, Bradea 3: 184 (1891).
48. Anacheilium regentii (V.P.Castro & Chiron) Marçal, Bol. CAOB 58: 50 (2005).
49. Anacheilium regnellianum (Hoehne & Schltr.) Withner & P.A.Harding, Cattleyas & Relatives: Debatable Epidendrums: 110 (2004).
50. Anacheilium santanderense D.G.Hunt, Withner & P.A.Harding, Cattleyas & Relatives: Debatable Epidendrums: 111 (2004).
51. Anacheilium sceptrum (Lindl.) Hágsater in R.Escobar (ed.), Native Colombian Orchids 1: 28 (1990).
52. Anacheilium sessiliflorum (Edwall) Withner & P.A.Harding, Cattleyas & Relatives: Debatable Epidendrums: 115 (2004).
53. Anacheilium simum (Dressler) Withner & P.A.Harding, Cattleyas & Relatives: Debatable Epidendrums: 116 (2004).
54. Anacheilium spondiadum (Rchb.f.) Withner & P.A.Harding, Cattleyas & Relatives: Debatable Epidendrums: 118 (2004).
55. Anacheilium suzanense (Hoehne) Pabst, Moutinho & A.V.Pinto, Bradea 3: 184 (1981).
56. Anacheilium tigrinum (Linden ex Lindl.) Withner & P.A.Harding, Cattleyas & Relatives: Debatable Epidendrums: 120 (2004).
57. Anacheilium trulla (Rchb.f.) Withner & P.A.Harding, Cattleyas & Relatives: Debatable Epidendrums: 122 (2004).
58. Anacheilium vagans (Ames) Withner & P.A.Harding, Cattleyas & Relatives: Debatable Epidendrums: 124 (2004).
59. Anacheilium vasquezii (Christenson) Withner & P.A.Harding, Cattleyas & Relatives: Debatable Epidendrums: 126 (2004).
60. Anacheilium venezuelanum (Schltr.) Withner & P.A.Harding, Cattleyas & Relatives: Debatable Epidendrums: 127 (2004).
61. Anacheilium vespa (Vell.) Pabst, Moutinho & A.V.Pinto, Bradea 3: 184 (1981).
62. Anacheilium vinaceum (Christenson) Withner & P.A.Harding, Cattleyas & Relatives: Debatable Epidendrums: 130 (2004).
63. Anacheilium vita D.G.Hunt, Withner & P.A.Harding, Cattleyas & Relatives: Debatable Epidendrums: 131 (2004).